# Sponsor macfadyeni
Sponsor macfadyeni es una especie de escarabajo del género Sponsor, familia Buprestidae. Fue descrita científicamente por Bellamy en 2004.

## Distribución
Habita en la región afrotropical.